# Герман, Дмитрий Сергеевич
Дми́трий Серге́евич Ге́рман (бел. Дзмітрый Сяргеевіч Герман; род. 12 июня 1988, Берёза, Брестская область) — белорусский футболист, полузащитник клуба «Молодечно-2018».

## Клубная карьера
Воспитанник ДЮСШ № 1 г. Береза, первый тренер Юрий Николаевич Тюшкевич. Выступал за дубль минского «Динамо», а в 2007 году присоединился к ФК «Береза». В сезоне 2010 успешно выступал за «Барановичи» в Первой лиге, после чего присоединился к слонимскому «Белтрансгазу» и стал одним из его лидеров.
В феврале 2012 года находился на просмотре в «Бресте», но безуспешно. Во второй половине 2012 года выступал за «Ведрич-97». По окончании сезона пытался трудоустроиться в жодинском клубе «Торпедо-БелАЗ», но безуспешно. В результате в феврале 2013 года подписал контракт с «Городеей».
С февраля 2014 года стал тренироваться в составе мозырьской «Славии» и в итоге начал в составе этого клуба сезон 2014. Вскоре сумел закрепиться в основе «мозырян» и помог клубу вернуться в Высшую лигу. Сезон 2015 начал на скамейке запасных, но быстро стал одним из основных нападающих.
В феврале 2016 года покинул «Славию» и отправился на просмотр в брестское «Динамо», с которым в марте подписал контракт. В составе «Динамо» сумел закрепиться в основе, играя преимущественно на позиции левого полузащитника. Во втором полугодии 2016 года стал капитаном команды.
В первой половине 2017 года утратил место в основе и стал появляться на поле эпизодически. В июле того же года был отдан в аренду литовскому «Атлантасу», где стал прочно играть в основе.
В январе 2018 года начал готовиться к новому сезону с брестской командой. 18 февраля перешёл в футбольный клуб «Слуцк» на правах аренды. За время игры в клубе «Слуцк» провёл восемь матчей, сделал одну результативную передачу. В декабре 2018 года перешёл в «Рух» (Брест), выступавший во второй по уровню лиге Белоруссии. Был игроком стартового состава. В октябре 2019 года получил травму, из-за которой выбыл до конца сезона. В январе 2020 года по соглашению сторон покинул клуб.
Сезон 2020 провёл в составе латвийского «Локомотива», которому помог одержать победу в Первой лиге и выйти в высший дивизион.
В феврале 2021 года стал игроком российского «Тамбова». В конце марта 2021 года футбольный клуб «Тамбов» по подозрению в участии в договорных матчах отстранил Дмитрия от тренировок, к которым в итоге уже 5 апреля он был снова допущен. Он играл за «Тамбов» до лета 2021 года, когда команда выбыла из Премьер-лиги и прекратила свое существование.
В августе 2021 года он начал тренироваться с пинской «Волной» и вскоре подписал контракт. В декабре 2022 года покинул клуб. В январе 2023 года он тренировался с «Волной», но вскоре перешел в «Островец» и в феврале официально стал игроком клуба. Он покинул «Островец» в январе 2024 года.
В феврале 2024 года он присоединился к «Молодечно».

## Статистика выступлений
| Сезон       | Дивизион | Клуб                   | Страна                    | Матчи | Голы |
| ----------- | -------- | ---------------------- | ------------------------- | ----- | ---- |
| 2006        | дубль    | Динамо (Минск)         | Флаг Беларуси (1995—2012) | 5     | 0    |
| 2007        | Д3       | ФК Берёза              | Флаг Беларуси (1995—2012) | 26    | 3    |
| 2008        | Д3       | ФК Берёза              | Флаг Беларуси (1995—2012) | 28    | 3    |
| 2009        | Д3       | ФК Берёза              | Флаг Беларуси (1995—2012) | 25    | 6    |
| 2010        | Д2       | Барановичи             | Флаг Беларуси (1995—2012) | 28    | 8    |
| 2011        | Д3       | Белтрансгаз (Слоним)   | Флаг Беларуси (1995—2012) | 28    | 6    |
| 2012 (1)    | Д3       | Белтрансгаз (Слоним)   | Флаг Беларуси             | 18    | 3    |
| 2012 (2)    | Д2       | Ведрич-97              | Флаг Беларуси             | 12    | 3    |
| 2013        | Д2       | Городея                | Флаг Беларуси             | 19    | 2    |
| 2014        | Д2       | Славия-Мозырь          | Флаг Беларуси             | 22    | 2    |
| 2015        | Д1       | Славия-Мозырь          | Флаг Беларуси             | 21    | 2    |
| 2016        | Д1       | Динамо-Брест           | Флаг Беларуси             | 27    | 4    |
| 2017 (1)    | ВЛ       | Динамо-Брест           | Флаг Беларуси             | 6     | 2    |
| 2017 (2)    | Д1       | Атлантас               | Флаг Литвы                | 16    | 2    |
| 2018        | Д1       | Слуцк                  | Флаг Беларуси             | 8     | 0    |
| 2019        | Д2       | Рух                    | Флаг Беларуси             | 10    | 2    |
| 2020        | Д2       | Локомотив (Даугавпилс) | Флаг Латвии               | 11    | 7    |
| 2020/21 (2) | Д1       | Тамбов                 | Флаг России               | 6     | 0    |
| 2021 (2)    | Д2       | Волна                  | Флаг Беларуси             | 14    | 2    |
| 2022        | Д2       | Волна                  | Флаг Беларуси             | 22    | 1    |
| 2023        | Д2       | Островец               | Флаг Беларуси             | 31    | 1    |

## Достижения
- Обладатель Кубка Белоруссии: 2016/17
- Чемпион Первой лиги Латвии: 2020
- Победитель Первой лиги: 2024